# Bijeljinai mészárlás
A bijeljinai mészárlás a boszniai háborút megelőzően 1992. április 1–2-án történt, amikor szerb félkatonai csoportok civileket gyilkoltak meg a kelet-boszniai Bijeljinában. A meggyilkoltak többsége bosnyák (muszlim) volt. Más etnikumokhoz tartozókat is meggyilkoltak, például a helyi hatóságok által hűtlennek ítélt szerbeket. A gyilkosságokat a Mirko csetnikjei néven ismert helyi félkatonai csoport és a Szerb Önkéntes Gárda (SDG, más néven Arkan tigrisei) egy szerbiai székhelyű félkatonai csoport követte el, amelyet Željko Ražnatović (más néven Arkan) vezetett. Az SDG a Jugoszláv Néphadsereg (JNA) parancsnoksága alatt állt, amelyet Slobodan Milošević szerb elnök irányított.
1991 szeptemberében a boszniai szerbek Bijeljina központtal kikiáltották a Szerb Autonóm Területet. 1992 márciusában a boszniai függetlenségi népszavazásban a bosnyákok és a boszniai horvátok elsöprő többsége szavazott az ország függetlenségére. A boszniai szerbek a népszavazást részben bojkottálták, részben a boszniai szerb hatóságok akadályozták meg őket a szavazásban. A boszniai szerb autonómiára válaszul a bosnyákok létrehozták a bosnyák Hazafias Ligát, egy rosszul szervezett, helyi félkatonai csoportot. Március 31-én a Bijeljinában működő Hazafias Ligát a helyi szerbek és az SDG harcra provokálták. Április 1–2-án az SDG és a JNA csekély ellenállást követően átvette a Bijeljina feletti ellenőrzést, melyet gyilkosságok, nemi erőszak, házkutatások és fosztogatások követtek. Ezeket az akciókat Eric D. Weitz New York-i történészprofesszor népirtásnak minősítette. Michael Sells, a Chicagói Egyetem professzora arra a következtetésre jutott, hogy ezeket azért hajtották végre, hogy eltöröljék a bijeljinai bosnyák nép kultúrtörténetét.
Április 3-a körül a szerb erők a történtek kivizsgálásával megbízott boszniai kormányküldöttség érkezése előtt eltávolították a lemészároltak holttesteit. A volt Jugoszláviával foglalkozó Nemzetközi Törvényszék (ICTY) és a Szerbiai Háborús Bűnöket Kivizsgáló Ügyészség 48 és 78 közötti halálesetet tudott megerősíteni. A háború utáni vizsgálatok Bijeljina községben valamivel több mint 250 különböző etnikumú civil halálát dokumentálták a boszniai háború során. A mészárlás után a nem szerbek ellen tömeges etnikai tisztogatási akciót hajtottak végre, az összes mecsetet lerombolták, és kilenc fogolytábort hoztak létre. Sok Bijeljinában meghalt személy hivatalosan nem szerepel a háború polgári áldozatai között, és halotti anyakönyvi kivonatuk szerint „természetes halálokok miatt haltak meg”.
2014 decemberéig a helyi bíróságok senki ellen nem indítottak eljárást a gyilkosságok miatt, és az SDG egyetlen tagja ellen sem indult eljárás olyan bűncselekmény miatt, amelyet az egység Bijeljinában vagy máshol Horvátországban, illetve Bosznia-Hercegovinában követett el. Milošević ellen az ICTY vádat emelt, azzal vádolva, hogy Bijeljinán és más helyszíneken népirtásra adott utasítást, de a per során meghalt. A Boszniai Szerb Köztársaság vezetőit, Biljana Plavšićot és Momčilo Krajišnikot a mészárlást követő etnikai tisztogatások során végrehajtott deportálások és erőszakos kitelepítések miatt elítélték. Radovan Karadžićot, a Boszniai Szerb Köztársaság egykori elnökét a Bijeljinában elkövetett tömegmészárlás és más emberiesség elleni bűncselekmények miatt ítélték el. A háború végén a településen a háború előtti 30 000 fős bosnyák lakosságból kevesebb, mint 2700 élt Bijeljinán. A bijeljinai szerbek április 1-jét a „Városvédelem Napjaként” ünneplik, és a város egyik utcáját az SDG-ről nevezték el.

## Előzmények
Az 1991-es népszámlálás szerint Bijeljina községnek körülbelül 97 000 lakosa volt. A demográfiai arányok hozzávetőleg 59% boszniai szerb, 31% bosnyák, 10% pedig más etnikumhoz tartozott. Magának, Bijeljina városának 36 414 lakosa volt, ebből 19 024 volt bosnyák (vagyis a város lakosságának 52%-a), míg a szerbek csak a második legnagyobb etnikai csoport voltak a városban.
1990 folyamán a szerbek irányította Jugoszláv Néphadsereg (JNA) tisztjeiből és a JNA Pszichológiai Műveleti Osztályának szakértőiből álló csoport kidolgozta a RAM-tervet melynek célja a Szerbián kívüli szerbek megszervezése, a Szerb Demokrata Párt (SDS) ellenőrzésének megszilárdítása, valamint fegyverek és lőszerek előkészítése volt. 1990-ben és 1991-ben a horvátországi és a bosznia-hercegovinai szerbek számos Szerb Autonóm Területet (SAO) kiáltottak ki, azzal a szándékkal, hogy később egy homogén szerb területté egyesítsék őket. A JNA már 1990 szeptemberében vagy októberében megkezdte a boszniai szerbek felfegyverzését és milíciákba szervezését. Ugyanebben az évben a JNA lefegyverezte a Bosznia-Hercegovinai Köztársaság Területvédelmi Erőit (TORBiH). 1991 márciusáig a JNA becslései szerint 51  900 lőfegyvert osztott szét a szerb félkatonai szervezetek és 23  298 lőfegyvert az SDS tagjai között. 1991-ben és 1992 elején a szerb politikai ellenőrzés fokozása érdekében az SDS erőteljes szerbesítést hajtott végre a rendőrségen belül. 1991 szeptemberében Bijeljinát a boszniai szerbek az Észak-Boszniai Szerb Autonóm Terület fővárosává nyilvánították, amelyet novemberben Semberija Szerb Autonóm Területre kereszteltek, majd decemberben újra átnevezték „Semberija és Majevica Szerb Autonóm Területre”. Válaszul a helyi bosnyákok létrehozták a félkatonai Bosznia-Hercegovinai Hazafias Ligát (rövidítve Hazafias Ligát).
1992 januárjában az SDS közgyűlése kikiáltotta a „Bosznia-Hercegovinai Szerb Népöztársaságot”, és Radovan Karadžić, aki hamarosan ennek elnöke lett bejelentette, hogy „az egységes Bosznia-Hercegovina már nem létezik”. Márciusban a függetlenségi népszavazást, mely a bosnyákok és a boszniai horvátok elsöprő támogatásával zajlott, a boszniai szerbek többsége bojkottálja. Az SDS, mely azt állította, hogy a függetlenség a szerbek „nemzeti kisebbséggé válását eredményezné egy iszlám államban”, fegyveres irreguláris egységekkel akadályozta meg az urnák kiszállítását, és bojkottra buzdító szórólapokat terjesztett. Ennek ellenére a nagyobb városokban szerbek ezrei résztek vett a népszavazáson és meg is szavazták a függetlenséget, de emellett több erőszakos incidens is történt Bosznia-Hercegovinában. Noel Malcolm történész szerint „Karadžić és pártja lépései – a [szerb] „autonóm régiók kihirdetése”, a szerb lakosság felfegyverzése, kisebb helyi incidensek, a folyamatos propaganda, és a „szövetségi hadsereg védelmének kérése” - pontosan megegyezett azzal a forgatókönyvvel, amit Horvátországban is véghezvittek. Kevés megfigyelő kételkedhetett abban, hogy itt ugyanaz a terv működik.” Bijeljina elhelyezkedése miatt stratégiai jelentőségű volt, amely lehetővé tette a katonaság, a fegyverek és az áruk könnyű mozgatását mind a Posavinába és a boszniai Krajinába, ahol szerbek erőket gyűjtöttek.

## Provokáció, hatalomátvétel és mészárlás
Željko Ražnatović (Arkan), a Szerb Önkéntes Gárda (SDG) vezetője egy hónapot töltött Bijeljinában, hogy a támadást megelőzően kidolgozza a harditerveket. 1992. március 30-án Blagoje Adžić, a JNA boszniai szerb erőinek vezérkari főnöke bejelentette, hogy a hadsereg „készen áll arra, hogy megvédje a szerbeket a nyílt agressziótól”. Április 1-jén, miután a helyi szerbek és az SDG tagjai gránátokat dobtak üzletekbe, köztük egy bosnyák tulajdonú kávézóba, fegyveres konfliktusra provokálva a rosszul szervezett Hazafias Ligát, kitörtek a harcok Bijeljinában. Körülbelül ezer SDG-tag és a Mirko Blagojević vezette félkatonai alakulat, mely a „Mirko csetnikjei” nevet viselte, elfoglalta a város fontos építményeit. Miloš Vasić újságíró és politikai elemző szerint Bijeljinát mindössze 35 vagy 38 bosnyák rendőr védte. A volt Jugoszláviával foglalkozó nemzetközi büntetőtörvényszék (ICTY) szerint  Bijeljina volt „Bosznia-Hercegovina első települése, amelyet 1992-ben a boszniai szerbek elfoglaltak.” A JNA-nak a horvátországi háború idején tanúsított nyilvánvaló szerbbarát tevékenysége ellenére a Bosznia-Hercegovinai Köztársaság Elnökségének elnöke, Alija Izetbegović láthatóan úgy gondolta, hogy a JNA Bosznia-Hercegovinában másként fog eljárni, és megkérte a JNA-t hogy védje meg Bijeljinát az SDG erőitől.
1992. április 1–2-án, látszólag a béke megőrzése érdekében a várost körülvették a JNA erői. A Human Rights Watch (HRW) szerint, beleértve az épületek legfelső emeleti ablakaiban telepített mesterlövészek állásait is, balaklavát (maszkot) viselő szerb katonák foglaltak állást a város körül. Kevés ellenállásba ütközve, a JNA és közvetlenül a szerb elnök Slobodan Milošević parancsnoksága alatt álló SDG-erők gyorsan elfoglalták Bijeljinát. A tüzérségi egységek az utcai harcokkal összehangoltan lőtték a várost. Ron Haviv fotóriporter szerint a szerb erők támadtak először. Több busznyi katona érkezett a városba, elfoglalták a rádióállomást, és a helyi szerbeket arra kényszerítették, hogy fedjék fel a város nem szerb lakosainak kilétét. Egy félkatonai csoport, amelyet Ljubiša "Mauzer" Savić, az SDS egyik alapítója vezetett, szintén részt vett a támadásban, illetve röviddel azután érkezett meg. A félkatonai egységek erőszakos akcióba kezdtek a helyi bosnyákok és néhány szerb lakos ellen, melynek során több nemi erőszakot és gyilkosságot követtek el, átkutatták a lakosok házait és kifosztották őket. Ezt követően Izetbegović boszniai elnök megkérte a JNA-t hogy az erőszak megállítása érdekében foglalja el Bijeljinát. Karadžić tárgyalásán Bijeljina volt polgármestere, Cvijetin Simić azt vallotta, hogy az egyetlen igazi fegyveres harc, amely április 1–2-án zajlott a városban, a városi kórháznál volt, ahol a legtöbb haláleset bekövetkezett.
A harcok előrehaladtával az SDS és a boszniai szerbek létrehozták a Boszniai Szerb Köztársaság Belügyminisztériumát (MUP RS), egy független szerb rendőrséget. A Human Rights Watch szerint, a Bijeljinában alkalmazott módszert, amelyet a „Nagy-Szerbia létrehozására irányuló törekvés” táplált, később más északkelet-bosznia-hercegovinai településeken is megismételték a szerbek hasonló félkatonai csoportjai. Ezt a módszert az Egyesült Nemzetek Szervezete Szakértői Bizottsága a következőképpen írta le:
|  | „Először is a boszniai szerb félkatonai erők, gyakran a JNA segítségével, átveszik az irányítást a terület felett. Sok esetben felszólítják a szerbiai lakosokat, hogy hagyják el a területet az erőszak kezdete előtt. A nem szerb lakosok otthonait megsemmisítik, a kulturális és vallási emlékeket, különösen a templomokat és a mecseteket pedig elpusztítják. Másodszor, amikor a terület a félkatonai erők ellenőrzése alá került, véletlenszerű gyilkosságokkal, nemi erőszakkal és fosztogatással terrorizálják a nem szerb lakosokat. Harmadszor, az elfoglalt területet a helyi szerb hatóságok igazgatják, gyakran félkatonai csoportokkal együtt. Ebben a szakaszban a nem szerb lakosokat fogva tartják, megverik, és néha fogolytáborokba szállítják, ahol további visszaélések, köztük tömeggyilkosságok történnek. A nem szerb lakosokat gyakran elbocsátják munkahelyükről, vagyonukat pedig elkobozzák. Mielőtt az ország más területeire deportálnák őket, sokukat arra kényszerítenek, hogy kénytelenek legyenek aláírni az otthonukhoz való jogaikról lemondó dokumentumokat.” |
|  | |

A hatalomátvétel során elhunytak pontos száma nem ismert. Számos forrás több tucat és ezer közé teszi a számot. Az ICTY szerint legalább 48 civilt öltek meg, ebből 45 nem szerb. Április 3. körül egy helyi rendőrt egy olyan halottaskocsi őrzésére utasítottak, amelyre a város utcáiból és házaiból szedték össze a holttesteket. A gyilkosságok a helyi bosnyák elit, benne politikai vezetők, üzletemberek és más prominens bosnyákok megsemmisítésére irányultak, de gyakran nők és gyerekek is az áldozatok között voltak. Számos szerb is meghalt, akik megpróbálták megállítani a mészárlást. Az ICTY vizsgálata később megállapította, hogy az áldozatokat „mellkason, szájon, halántékon vagy tarkón lőtték, néhányukat közvetlen közelről”, és egyikük sem viselt katonai egyenruhát. A New York-i City College történészprofesszora, Eric D. Weitz szerint a bosnyákok meggyilkolása Bijeljinában népirtó tett volt. A civilek ellen Bijeljinában végrehajtott akciók, valamint a JNA és a különleges erők által elkövetett cselekmények arra irányuló kísérletek voltak, hogy megfélemlítsék és eltereljék a boszniai kormányt és a közvéleményt a függetlenség törekvésektől.
Haviv, akit Arkan kért fel, hogy készítsen fényképeket, szemtanúja volt a gyilkosságoknak, és egyik képét, amelyen egy SDG-tag egy haldokló bosnyák nőbe rúgott, később közzétették a nemzetközi médiában. Ez Arkant arra késztette, hogy halálos ítéletet mondjon ki Havivra. Eközben a szerb állami rádió arról számolt be, hogy Bijeljinát a Semberija és Majevica Szerb Nemzeti Gárda tagjai szabadították fel együttműködve a szerb önkéntesekkel, Arkan embereivel és a szerb „radikálisokkal”.

## A boszniai kormányküldöttség vizsgálata
Arra számítva, hogy a magas rangú boszniai tisztviselők küldöttsége április 4-én megérkezik, a szerb erők elrendelték a meggyilkoltak holttesteinek eltávolítását. A delegáció tagja volt Biljana Plavšić, a Bosznia-Hercegovinai Elnökség szerb tagja; Fikret Abdić bosnyák képviselő; a horvát nemzetiségű védelmi miniszter, Jerko Doko; és a JNA 2. katonai körzet vezérkari főnöke, Dobrašin Praščević tábornok. Izetbegović küldte őket abból a célból, hogy vizsgálják ki az állítólagos atrocitásokat. Ugyanazon a napon a JNA is bevonult Bijeljinába, de az erőszak folytatódott. Április 4-én az SDG az SDS helyi központjában telepedett le. A helyi rendőrség, amely részt vett a Demokratikus Akciópárt (SDA) városi elnökségének letartóztatásában, néhány napra csatlakozott hozzájuk, csakúgy, mint a Fehér Sasok  félkatonai csoport és a helyi Területvédelmi Erők (TO) tagjai. Szerb zászlókat tűztek ki két mecsetre, és ellenőrző pontokat, útlezárásokat állítottak fel, amelyek megakadályozták az újságírók és európai megfigyelők belépését. A delegáció meglátogatta a válságstábot és egy katonai laktanyát, ahol felhívták a figyelmüket a helyzetre.
A látogatás során Plavšić kérte, hogy Arkan adja át Bijeljina irányítását a JNA-nak. Arkan, a befejezetlen ügyekre hivatkozva ezt megtagadta, és azt mondta, hogy legközelebb Bosanski Brod lesz a cél. Plavšić ezután visszavonta kérelmét, és elismerését fejezte ki Arkannak, amiért „megvédte” Bijeljina szerbjeit a bosnyákoktól. „szerb hősnek” nevezte ... aki kész életét adni a népéért”, hozzátéve, hogy „ilyen emberekre van szükségünk”. Ezután köszönetet mondott és nyilvánosan megcsókolta Arkant, amire az SDS helyi tagjai üdvrivalgásokkal válaszoltak. Cedric Thornberryvel, az Egyesült Nemzetek Védelmi Erőinek (UNPROFOR) képviselőjével folytatott beszélgetés során Bijeljinát „felszabadult” városnak nevezte. Abdićot először fegyverrel visszafordították, de később be tudott jutni a városba. Ezután Arkan őrizetben tartotta egészen addig, amíg Plavšić meg nem érkezett, aki arra kérte, hogy engedje el. „Bijeljina gyakorlatilag üres volt” – emlékezett vissza Abdić. „Találkoztam a helyi hatóságokkal, elmondták, mi történt, de egyetlen muszlim sem volt ott, így nem tudtuk a probléma egészét megvitatni. A muszlimok nem válaszoltak a felvetéseinkre. Túlságosan féltek attól, hogy kimondják [az igazat], és kifejezetten féltek beszélni róla.” Sava Janković tábornok, a JNA 17. hadtestének parancsnoka azt jelentette, hogy:
|  | „Az SDS és Arkan propagandájának nagy volt a befolyása a 38. [partizánhadosztály] és a 17. [vegyes tüzérezred] tagjaira, amely miatt néhány [sorköteles] katona fegyverrel hagyta el egységeit. ... A területen a helyzet rendkívül összetett. Bijeljina városát az SDS és Arkan emberei irányítják, akik még azt sem engedik meg, hogy páncélelhárító egységünk eljusson bizonyos állásokig a városban. A Patkovača laktanyában és a szövetkezeti csarnok területén körülbelül 3000 menekült tartózkodik. A BH elnökségének egy csoportja Fikret Abdić, Biljana Plavšić, a 2. katonai körzet vezérkari főnöke és a 17. hadtest parancsnoka vezetésével 12.00 óra óta a Bijeljina laktanyában tartózkodik.” |
|  | |

„A következő napokban” –  jósolta Janković –  „a teljes biztonsági és politikai helyzet további romlása várható. Az SDA, a HDZ és az SDS félkatonai egységeinek parancsnokságok és egységek elleni provokációi, valamint katonai raktárak és elszigetelt létesítmények elleni támadások is lehetségesek.” Mivel a JNA nem tudta megállítani az erőszakot, ugyanezen a napon boszniai védelmi miniszter Ejup Ganić és horvát a koalíciós kormány tagjai sürgették Izetbegovićot a TORBiH mozgósítására. Izetbegović „hihetetlennek” minősítette a Bijeljinából érkező képeket. „Azt hittem, ez egy fotómontázs” – magyarázta. „Nem hittem a szememnek. Nem hittem el, hogy ez lehetséges." A hatalomátvételt „bűnösnek” minősítette, és azt mondta, hogy a JNA-t tartja felelősnek Bijeljina eleste miatt, mert „passzívan állt és figyelte, hogy mi történik”. Izetbegović még aznap mozgósította a területvédelmet, hogy „lehetővé tegye az embereknek, hogy megvédjék magukat ... a jövőbeli Bijeljináktól” . A boszniai elnökség szerb tagjai, Plavšić és Nikola Koljević törvénytelennek minősítették a mozgósítást és lemondtak. Április 8-án Izetbegović bejelentette, hogy „a mozgósítást a közvetlen háborús veszély” miatt rendelte el. A JNA elutasította a boszniai elnökségnek a TORBiH 1990-ben elkobzott fegyvereinek visszaszolgáltatására irányuló kérését. Karadžić és a boszniai szerb vezetés Izetbegović mozgósítási parancsát a függetlenség kikiáltása ürügyeként használták fel, és mozgósították önkormányzati válságparancsnokságukat, tartalékos rendőri egységeiket és a TO erőket.

## Etnikai tisztogatás, mecsetrombolás és fogvatartás

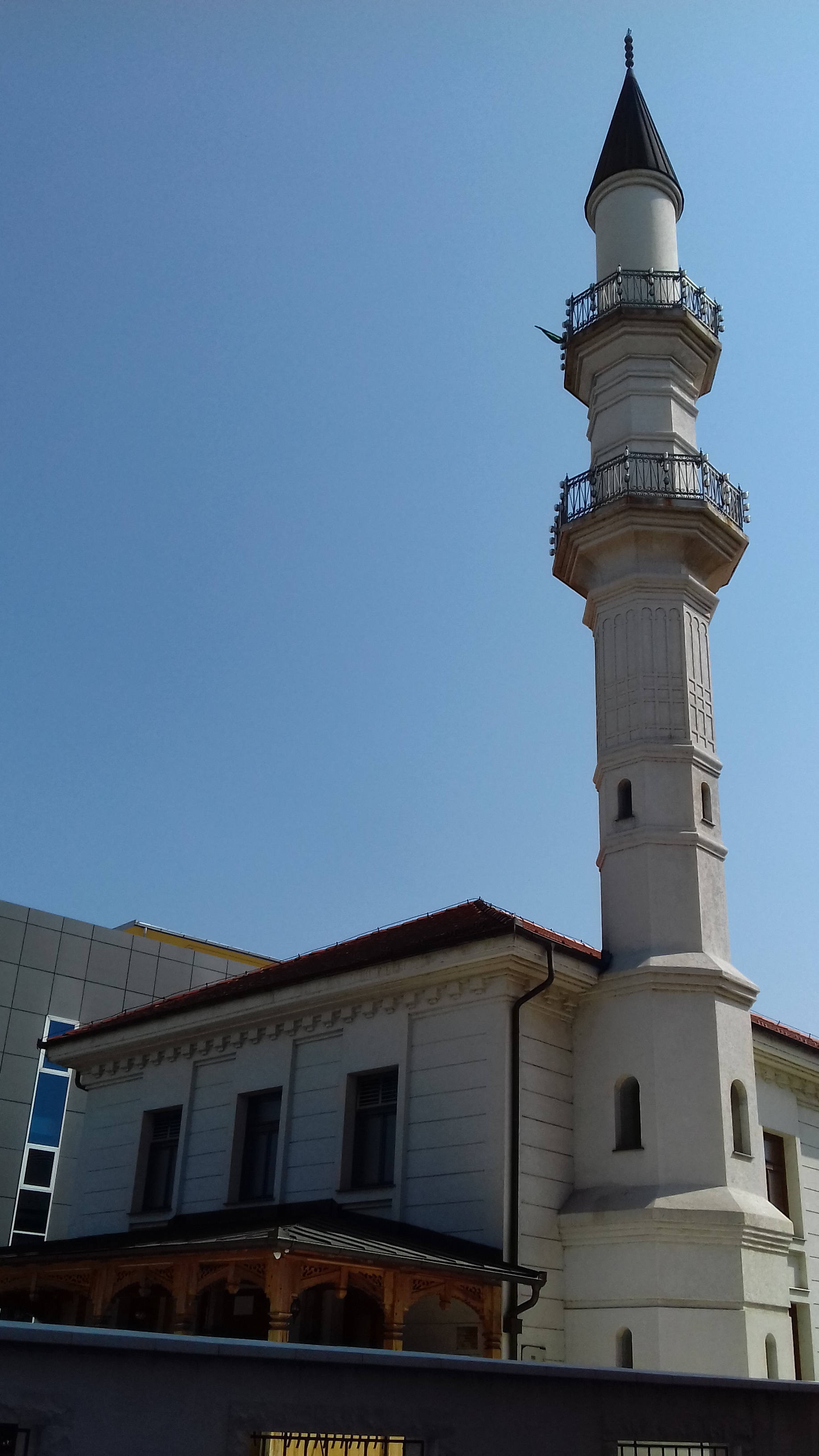
Az Atik mecset 1520 és 1566 között épült, a mecsetet a boszniai háború idején teljesen megsemmisítették, majd a háború után a korábbi helyén újjáépítették.

Az SDG legalább 1992 májusáig Bijeljinában tartózkodott. Manojlo Milovanović tábornok, a Boszniai Szerb Hadsereg (VRS) vezérkari főnöke, így kommentálta Arkan tevékenységét Bijeljinában és Zvornikban 1992 áprilisában és májusában: „A szerb önkéntes egységek visszatérését a Boszniai Szerb Köztársaságból és a Krajinai Szerb Köztársaságból hosszú konvojok jellemezték, melyek a személyszállító autókból, a harckocsikbók és a nagyszámú teherautóból álltak. Ez egyértelmű jele volt a fosztogatásnak.” Az ICTY arra a következtetésre jutott, hogy a szerb erők legalább 52 embert, főként bosnyákokat öltek meg 1992 áprilisa és szeptembere között Bijeljina községben. Áprilisban „szervezett kampány” kezdődött Bijeljina bosnyák lakosságának eltávolítására. A bijeljinai SDS tervet terjesztett elő, és azt javasolta, hogy „a város mindkét oldalán öljenek meg egy bosnyák családot, hogy félelem légkörét keltsék”. 1992. szeptember 23-án az SDG és Mirko csetnikjei átadták Bijeljina irányítását az SDS-nek, és a tervet Duško Malović különleges rendőri egység hajtotta végre. Szeptember 24-én és 25-én Bukreš faluban 22 embert, köztük hét gyermeket hurcoltak el otthonukból és Balatun faluba vitték, ahol megölték és a Drina folyóba dobták őket. A gyanú szerint a különleges egységének tagjai ölték meg őket. A MUP RS a helyi rendőrség és az egykori állambiztonság felügyelete alatt állt. Valamennyien Mićo Stanišić a MUP RS akkori minisztere közvetlen parancsnoksága alatt álltak. A tömegmészárlást követően etnikai tisztogatást követtek el, és kilenc fogolytábort hoztak létre. Bijeljinában mind a hét mecsetet megsemmisítették. A rendőrség és szakértők felügyelete mellett szisztematikusan semmisítették meg őket robbanóanyagokkal, majd összeomlásuk után a maradványokat katonai építőipari felszereléssel távolították el. Helyükre fákat ültettek.
Létrehozták az „Állami Bizottságot a polgári lakosság ingyenes áthelyezéséért” vagy más néven „Népességcsere Bizottságot”, amelynek vezetője Vojkan Đurković, az SDG egyik őrnagya volt, és Mauzer (Ljubiša Savić) Panteri Gárdájának tagjai is részt vettek benne. Célja az volt, hogy az összes nem szerbet teljesen kiűzzék Bijeljinából. Đurković azt állította, hogy a bosnyákok önként távoztak, és azt mondta, hogy Bijeljina „szent szerb föld”. Elmondása szerint „egy idő után a boszniai szerb nép képviselőivel, Milan Teslićtyel és Vojo Kuprešaninnal (Szerb Demokrata Párt) bővítették ki a bizottságot, majd később a bizottságot jóváhagyta a Boszniai Szerb Köztársaság parlamentje.” Kifejtette, hogy „az utazást [kiutasítást] a következő módon hajtották volna végre: a Szabad Transzfer Állami Bizottságának volt a kötelessége tájékoztatni a polgári lakosságot és a [Bosznia-Hercegovinai] Szerb Köztársaság (Republika Srpska) Állambiztonsági Szolgálatát erről az utazásról. Utóbbi ezt faxon továbbadta volna a Szerb Köztársaság illetékes minisztériumának. Az átszállítás fényes nappal, délben történt volna.” A kiutasítások 1994-ben is folytatódtak, és júliusban „szisztematikus programot” valósítottak meg azzal a céllal, hogy „kiűzzék a megmaradt bosnyákokat, és vagyont és pénzt zsaroljanak ki tőlük”. Đurkovićot Arkan 1995-ben alezredessé léptette elő. A Mauzer Panteri később a VRS különleges egysége lett. Parancsnokát, Mauzert 2000-ben ölték meg.

## A háborús bűnök kivizsgálása
A boszniai bíróságok nem emeltek vádat a mészárlás során elkövetett háborús bűnök miatt. 2008-ban Branko Todorović, a Helsinki Emberi Jogi Bizottság elnöke Bijeljinában bírálta a Boszniai Szerb Köztársaság igazságszolgáltatásának „letargikus” és „elfogadhatatlan viselkedését”. 2003 óta azonban a háborús bűnök üldözése többnyire a Bosznia-Hercegovinai Bíróság joghatósága alá tartozik  2000-ben a Nemzetközi Válságcsoport három bijeljinai személyt „potenciálisan háborús bűnökkel vádolhatóként” nevezett meg:
- Mirko Blagojevićet: akiről azt állítják, hogy Mirko csetnikjeit vezette, akik részt vettek Bijeljina támadásában és etnikai tisztogatásában,[76] és aki akkor a Szerb Radikális Párt (SRS) bijeljinai szervezetének vezetője volt,[73] jelenleg pedig jogász.[77]
- Vojkan Đurkovićot: akit azzal gyanúsítottak, hogy arra kényszerítette a bosnyák civileket, hogy „átadják minden pénzüket, értékeiket és irataikat, és aláírják vagyonuk elvesztését”. A beszámolók szerint a Panterivel és más csoportokkal is együttműködött a „polgári lakosság erőszakos kitoloncolásában”.[76] 2005 novemberében letartóztatták, de kevesebb mint egy hónappal később szabadon engedték a rendőrség őrizetéből.[78]
- Jovan Aćimovićot: akiről azt állítják, hogy röviddel a daytoni békeszerződés aláírása előtt, 1995 novemberében jelentős szerepet játszott a bosnyákok Bijeljinából való eltávolítására irányuló utolsó kezdeményezésben.[76] Állítólag békeidőben is kilakoltatta a bosnyákokat a házaikból. Később az ugljeviki rendőrség tagja lett.[79]

1997-ben az ICTY titokban vádat emelt Arkan ellen az 1995-ben Sanski Mostban elkövetett háborús bűnökért, de a Bijeljinában elkövetett bűnökért nem. Arkant 2000 januárjában, egy belgrádi szálloda halljában ölték meg álarcos fegyveresek, így nem került bíróság elé. 1999-ben Milošević ellen is vádat emeltek népirtó akciók végrehajtása miatt, amelyeket Bijeljinában és Bosznia-Hercegovina más helyein követtek el, de 2006 márciusában a tárgyalás közepén ő is meghalt. 2000 februárjában Biljana Plavšićot a Boszniai Szerb Köztársaság Elnökségének szerb tagját, és Momčilo Krajišnikot, a Boszniai Szerb Köztársaság Nemzetgyűlésének elnökét, más vádak mellett ugyanazért a bosznia-hercegovinai népirtó akcióért helyezték vád alá.  2002. október 2-án Plavšić bűnösnek vallotta magát Bosznia-Hercegovina 37 településén, köztük Bijeljinában a nem szerb lakosság üldözésében. Ezt a vádat egy olyan megállapodás keretében hozták létre, amelynek értelmében az ügyészség a fennmaradó vádakat elejtette. Ezt követően Plavšićot 11 év börtönbüntetésre ítélték. 2006. szeptember 27-én Krajišnikot ötrendbeli emberiség elleni bűncselekmény vádpontjában találták bűnösnek, köztük ugyanabban a vádpontban, mint Plavšićot, a nem szerb lakosság üldözése tárgyában, de a népirtás vádját ejtették. Krajišnik 2009-ben húsz év börtönbüntetést kapott. Büntetésének kétharmadának letöltése után Plavšićot 2009 októberében szabadon engedték. Krajišnik, miután letöltötte büntetésének kétharmadát (beleértve az őrizetben töltött időt is), 2013 augusztusában szabadult.
2010-ben a Szerbiai Háborús Bűnökkel foglalkozó Ügyészség nyomozást indított Borislav Pelević volt SDG-tag és a Szerb Nemzetgyűlés tagja ellen. A nyomozást végül bizonyítékok hiányában megszüntették. 2012-ben Srđan Golubović volt SDG-tagot Belgrádban az ügyészség kérésére letartóztatták. Golubović ellen vádat emeltek, amelyben 78 áldozat neve szerepelt. Clint Williamson a vezető ügyész azt mondta, hogy az SDG többi tagját nem lehetett azonosítani, mert arcukat maszkok takarták. 2014 októberében zárult le Radovan Karadžić volt Boszniai Szerb Köztársaság elnöke ellen a mészárlás, és egyéb, Bijeljinában elkövetett emberiesség elleni bűncselekmények, valamint a srebrenicai népirtás miatt indult bírósági eljárás. Az ICTY 2016 első negyedévében hozott ítéletet Karadžić ügyében.
A 2014. decemberi állapot szerint az SDG egyetlen tagja ellen sem indult büntetőeljárás a Bijeljinában elkövetett gyilkosságok, nemi erőszak vagy fosztogatás miatt, illetve az egységnek máshol Horvátországban vagy Bosznia-Hercegovinában állítólagosan elkövetett bűncselekményei miatt.

## Következmények
A szarajevói Kutatási és Dokumentációs Központ Bijeljina településen a háború során összesen 1078 halálos áldozatot jegyzett fel, köztük körülbelül 250, minden etnikumhoz tartozó civilt. Bijeljinában sok haláleset hivatalosan nem szerepel a polgári háború áldozatai között, és halotti anyakönyvi kivonatuk szerint „természetes okok miatt haltak meg”. A háború befejezése után a háború előtti, több mint 30 000 fős bosnyák lakosságból ma még mindig kevesebb, mint 2700 ember élt Bijeljina községben (a városnak a háború előtt 19 000 bosnyák lakosa volt. ) Az otthonukba való visszatérés során sokan szembesültek nehézségekkel, ideértve a rendőrség diszkriminációját amiatt, hogy nem tudtak személyi igazolványt kapni vagy telefonvonalukat újracsatlakoztatni. A helyi hatóságok megakadályozták, hogy az iszlám közösség újjáépítsen egy mecsetet, és egy ideig nem engedték meg, hogy saját helyi találkozóhelyük legyen. Akadályozták az önkormányzati közéletben és közigazgatásában való érdemi bosnyák részvételt is. 2012-ig 5000 bosnyák tért vissza Bijeljinába.
2007-ben négyéves mandátummal létrehozták a Bijeljina Igazságügyi Bizottságot, mely 2008-ban két nyilvános meghallgatást tartott, de 2009 márciusára, amikor tagjainak többsége lemondott, bár hivatalosan nem oszlatták fel, a bizottság gyakorlatilag feloszlott. Az okok között, amelyek hozzájárultak a kudarchoz számos tényezőt említenek, mint például a Batković koncentrációs tábor parancsnokának a delegációba való felvétele, korlátozott jogi státusza, a bizottság hatáskörével kapcsolatos viták és a rossz finanszírozás.
A helyi szerbek április 1-jét ma is a „Városvédelem Napjaként” ünneplik, és a város egyik utcája jelenleg is a Szerb Önkéntes Gárda nevét viseli. 2012-ben a Bijeljina városi veteránok szervezete, önkormányzati tisztviselők és városvezetők jelezték, hogy „ezen a napon Semberija szerb népe azért szerveződött, hogy megvédje magát és megakadályozza a hírhedt jasenovaci 13. SS „Handzsár” hadosztály újjáalakulását.”

### Könyvek és folyóiratok
- Allen, Beverly. Rape Warfare: The Hidden Genocide in Bosnia-Herzegovina and Croatia. Ithaca: University of Minnesota Press (1996). ISBN 978-0-8014-4158-5
- Armatta, Judith. Twilight of Impunity: The War Crimes Trial of Slobodan Milosevic. Durham: Duke University Press (2010). ISBN 978-0-8223-9179-1
- Central Intelligence Agency. Balkan Battlegrounds: A Military History of the Yugoslav Conflict, 1990–1995. Washington, D.C.: Office of Russian and European Analysis, Central Intelligence Agency (2002)
- Bećirević, Edina. Genocide on the Drina River. New Haven and London: Yale University Press (2014). ISBN 978-0-300-19258-2
- Bugajski, Janusz. Ethnic Politics in Eastern Europe: A Guide to Nationality Policies, Organizations and Parties. Armonk: M. E. Sharpe (1995). ISBN 978-1-56324-283-0
- Calic, Marie–Janine. Ethnic Cleansing and War Crimes, 1991–1995, Confronting the Yugoslav Controversies: A Scholars' Initiative, 2nd, West Lafayette: Purdue University Press, 109–127. o. (2012). ISBN 978-1-55753-617-4
- Indictment at the Hague: The Milosevic Regime and Crimes of the Balkan Wars. New York University Press (2002). ISBN 978-0-8147-1626-7
- Goldstein, Ivo. Croatia: A History. London: C. Hurst & Co. (1999). ISBN 978-1-85065-525-1
- Gow, James. The Serbian Project and its Adversaries: A Strategy of War Crimes. London: C. Hurst & Co. (2003). ISBN 978-1-85065-646-3
- Judah, Tim. The Serbs: History, Myth and the Destruction of Yugoslavia. New Haven: Yale University Press (2000). ISBN 978-0-300-08507-5
- Kumar, Radha. Divide and Fall?: Bosnia in the Annals of Partition. London and New York: Verso (1999). ISBN 978-1-85984-183-9
- Europe From the Balkans to the Urals: The Disintegration of Yugoslavia and the Soviet Union. Oxford University Press (1996). ISBN 978-0-19-829200-5
- The War in Croatia and Bosnia-Herzegovina 1991–1995. London: Frank Cass (2001). ISBN 978-0-7146-8201-3
- Malcolm, Noel. Bosnia: A Short History. New York: New York University Press (1994). ISBN 978-0-8147-5520-4
- Off, Carol. The Ghosts of Medak Pocket: The Story of Canada's Secret War. New York: Random House (2010). ISBN 978-0-307-37078-5
- Ramet, Sabrina P.. The Three Yugoslavias: State-Building and Legitimation, 1918–2005. Bloomington: Indiana University Press (2006). ISBN 978-0-253-34656-8
- Sells, Michael. Religion, History, and Genocide in Bosnia-Herzegovina, Religion and Justice in the War Over Bosnia. New York: Psychology Press, 23–44. o. (1996). ISBN 978-0-415-91520-5
- Yugoslavia: Death of a Nation. New York: Penguin Books (1997). ISBN 978-0-14-026263-6
- Subotić, Jelena (2012). „The Cruelty of False Remorse: Biljana Plavšić at the Hague”. Southeastern Europe 36, 39–59. o, Kiadó: BRILL. DOI:10.1163/187633312X617011. ISSN 0094-4467.
- Thomas, Nigel. The Yugoslav Wars (2): Bosnia, Kosovo, and Macedonia, 1992–2001. New York: Osprey Publishing (2006). ISBN 978-1-84176-964-6
- Bosnia Remade: Ethnic Cleansing and Its Reversal. New York: Oxford University Press (2011). ISBN 978-0-19-973036-0
- Dictionary of Genocide. ABC-CLIO (2008). ISBN 978-0-313-34642-2
- Velikonja, Mitja. Religious Separation and Political Intolerance in Bosnia-Herzegovina. College Station: Texas A&M University Press (2003). ISBN 978-1-58544-226-3[halott link]
- Weitz, Eric D.. A Century of Genocide: Utopias of Race and Nation. Princeton: Princeton University Press (2003). ISBN 978-0-691-00913-1

### Újságcikkek
- Arkan: Part 2 – From Bijeljina to Infamy [Documentary]. CNN. [2016. március 4-i dátummal az eredetiből archiválva].
- „Arkan's Balkan 'Tigers' escape accountability”, Al Jazeera , 2014. december 9.
- „Biljana Plavsic: Serbian Iron Lady”, BBC , 2003. február 27.
- „Bosnian Serbs welcome released war criminal Momcilo Krajisnik home as a hero”, Fox News, 2013. augusztus 30.
- „Arkan's Paramilitaries: Tigers Who Escaped Justice”, Balkan Insight , 2014. december 8.
- Erlanger, Steve. „Suspect in Serbian War Crimes Murdered by Masked Gunmen”, The New York Times , 2000. január 16.
- „Former Bosnian Serb Commander Killed”, BBC , 2000. június 8.
- Husejnovic, Merima. „Bijeljina's Strange Silence Over War Crimes”, Balkan Investigative Reporting Network , 2008. november 8.. [2016. március 4-i dátummal az eredetiből archiválva] (Hozzáférés: 2013. december 7.)
- Irwin, Rachel. „Karadzic Witness Pressed on Serb "Tigers"”, Institute for War & Peace Reporting , 2013. március 22.
- Karabegović, Dženana. „Sjećanje na zločine u Bijeljini”, Radio Free Europe / Radio Liberty , 2012. április 4. (szerbhorvát nyelvű)
- Keane, David. „Arkan: Baby-faced Psycho”, The History Channel
- Kifner, John. „A Pictorial Guide to Hell; Stark Images Trace the Balkans' Descent and a Photographer's Determination”, The New York Times , 2001. január 24.
- „Ko uzima deo Cecine kuće?”, B92 , 2011. október 27. (szerbhorvát nyelvű)
- Little, Allan. „Karadzic's broken Bosnia remains”, BBC , 2008. szeptember 17.
- Musli, Emir. „Zločin bez kazne”, Deutsche Welle, 2011. szeptember 24. (szerbhorvát nyelvű)
- Musli, Emir. „Odbrana ili zločin?”, Deutsche Welle, 2012. április 2. (szerbhorvát nyelvű)
- Musli, Emir. „Nekažnjeni zločin u Bijeljini”, Deutsche Welle, 2012. szeptember 26. (szerbhorvát nyelvű)
- Musli, Emir. „Dvadeset godina od rušenja bijeljinskih džamija”, Deutsche Welle, 2013. március 13. (szerbhorvát nyelvű)
- Musli, Emir. „Ubijeni prirodnom smrću”, Deutsche Welle, 2013. szeptember 16. (szerbhorvát nyelvű)
- Pazarac, Sadik. „Kako su se mijenjali nazivi ulica u Bijeljini”, Radio Free Europe / Radio Liberty , 2010. augusztus 8. (szerbhorvát nyelvű)
- „Pojedinačan popis broja ratnih žrtava u svim općinama BiH”, Prometej , 2013. február 27. (szerbhorvát nyelvű)
- Ristic, Marija. „Belgrade DJ Investigated For War Crimes”, Balkan Insight , 2012. október 2.
- „Sjećanje na početak aprila 1992. godine: Bijeljina slavi zločine”, Dnevni Avaz, 2012. április 2. (szerbhorvát nyelvű)
- Sudetic, Chuck. „Bosnia Calls Up Guard and Reserve”, The New York Times , 1992. április 5.
- Sudetic, Chuck. „More 'Ethnic Cleansing' by Serbs Is Reported in Bosnia”, The New York Times , 1994. július 18.
- Sudetic, Chuck. „Serb Gang Expels 566 Muslims From Their Homes in Bosnia”, The New York Times , 1994. szeptember 3.
- Sudetic, Chuck. „Serbs Drive 800 More Muslims From Homes”, The New York Times , 1994. szeptember 5.
- Sudetic, Chuck. „Serbs Step Up Violence Against Bosnian Muslim Civilians”, The New York Times , 1994. szeptember 20.
- Sudetic, Chuck. „Bosnian Serbs Force More Than 2,000 Muslims to Leave Their Homes”, The New York Times , 1994. augusztus 30.
- Traynor, Ian. „Leading Bosnian Serb war criminal released from Swedish prison”, The Guardian , 2009. október 27.
- „Witness to Balkans bloodshed”, BBC , 2001. május 24.

### Nemzetközi, kormányzati, és NGO források
- Biljana Plavšić – Case Information Sheet. International Criminal Tribunal for the former Yugoslavia
- (1994. december 21.) „Bosnia-Herzegovina: Living for the Day – Forced Expulsions from Bijeljina and Janja”, Kiadó: Amnesty International. EUR 63/022/1994.
- (2009. szeptember 8.) „Bosnia and Herzegovina: Submission to the Universal Periodic Review of the UN Human Rights Council”, Kiadó: International Center for Transitional Justice.
- (1994. december 28.) „Final Report of the United Nations Commission of Experts Established Pursuant to Security Council Resolution 780 (1992)”, Kiadó: United Nations Security Council. [2011. április 30-i dátummal az eredetiből archiválva]. S/1994/674/Add.2. (Hozzáférés: 2023. április 19.)
- Momčilo Krajišnik – Case Information Sheet. International Criminal Tribunal for the former Yugoslavia
- Prosecutor v. Momčilo Krajišnik (Trial Judgment). International Criminal Tribunal for the former Yugoslavia (ICTY), 2006. szeptember 27.
- Prosecutor v. Željko Ražnatović (Initial Indictment). International Criminal Tribunal for the former Yugoslavia, 1997. szeptember 23.
- Radovan Karadžić – Case Information Sheet. International Criminal Tribunal for the former Yugoslavia
- The Cases. International Criminal Tribunal for the former Yugoslavia. (Hozzáférés: 2015. május 4.)
- Trial of Radovan Karadžić – Transcript. International Criminal Tribunal for the former Yugoslavia
- (2000. május 1.) „Unfinished Business: Return of Displaced Persons and Other Human Rights Issues in Bijeljina” 12 (7), Kiadó: Human Rights Watch.
- (1992. augusztus 1.) „War Crimes in Bosnia-Hercegovina”, Kiadó: Human Rights Watch.
- (2000. november 2.) „War Criminals in Bosnia's Republika Srpska: Who Are the People in Your Neighbourhood?”, Kiadó: International Crisis Group. (Hozzáférés: 2013. március 13.)

## Fordítás
- Ez a szócikk részben vagy egészben  a   Bijeljina massacre című angol Wikipédia-szócikk ezen változatának fordításán alapul.  Az eredeti cikk szerkesztőit annak laptörténete sorolja fel. Ez a jelzés csupán a megfogalmazás eredetét és a szerzői jogokat jelzi, nem szolgál a cikkben szereplő információk forrásmegjelöléseként.